# Major Indoor Lacrosse League sezon 1989
W tym sezonie liga zmieniła nazwę z Eagle Pro Box Lacrosse League na Major Indoor Lacrosse League. Sezon rozpoczął się 7 stycznia, a zakończył 7 kwietnia 1989 roku. W tym sezonie do ligi dołączyły dwa zespoły New England Blazers i Detroit Turbos, a zespół New Jersey Saints zmienił nazwę na New York Saints. Był to trzeci sezon zawodowej ligi lacrosse (licząc sezony EPBLL). Mistrzem sezonu została drużyna Philadelphia Wings.

## Wyniki sezonu
W – Wygrane, P – Przegrane, PRC – Liczba wygranych meczów w procentach, GZ – Gole zdobyte, GS – Gole stracone
| Kwalifikacja do playoffs |

| Drużyna             | W | P | PRC   | GZ  | GS  |
| ------------------- | - | - | ----- | --- | --- |
| Philadelphia Wings  | 6 | 2 | 0.750 | 122 | 96  |
| Detroit Turbos      | 6 | 2 | 0.750 | 104 | 87  |
| New York Saints     | 6 | 2 | 0.750 | 103 | 87  |
| Baltimore Thunder   | 4 | 4 | 0.500 | 99  | 96  |
| New England Blazers | 1 | 7 | 0.125 | 70  | 110 |
| Washington Wave     | 1 | 7 | 0.125 | 80  | 102 |

### Playoffs
- New York Saints 9 – Detroit Turbos 8 (po 2 dogrywkach)

### Finał
- New York Saints 10 – Philadelphia Wings 11

## Nagrody
| Nagroda              | Zwycięzca   | Drużyna            |
| -------------------- | ----------- | ------------------ |
| MVP meczu finałowego | John Tucker | Philadelphia Wings |

### Najlepszy strzelec
- Brad Kotz-Philadelphia Wings: 28